# Zamek Podhorecki
Zamek Podhorecki albo Zamek Koniecpolskich (ukr. Підгорецький замок) – pałac w Podhorcach na Ukrainie posiadający cechy obronne (palazzo in fortezza); został wzniesiony w pierwszej połowie XVII w. dla hetmana Stanisława Koniecpolskiego.
Zespół zamkowy w Podhorcach obejmuje pałac, kościół św. Józefa i Podwyższenia Krzyża Świętego oraz ogrody pałacowe, składające się z części tarasowej, krajobrazowej i ogrodu regularnego, położonego między pałacem a kościołem.

## Położenie i wygląd
Zamek o charakterze pałacowym (tzw. palazzo in fortezza) położony jest w paśmie Woroniaków, na krawędzi północnego stoku płaskowzgórza, 399 m n.p.m. u stóp którego rozpościera się równina doliny Styru; dawniej usytuowany wśród słynnych winnic. Otoczony fosą i fortyfikacjami tworzącymi kwadrat z czterema bastionami po rogach. Ma formę długiego, piętrowego budynku, nakrytego czterospadowym dachem, pośrodku dłuższych elewacji, frontowej i ogrodowej, znajdują się trójścienne apsydy, nakryte dachami; na rogach budynku od strony elewacji ogrodowej znajdują się wystające poza bryłę budynku, masywne alkierze, nakryte spiczastymi kopułami. Część zachodnia pałacu była częścią oficjalną, wschodnia zaś prywatną. 
Na dziedziniec zamkowy prowadzi solidna brama przejazdowa z  portalem zewnętrzny zawierającym po bokach rustykalne kolumny i dwa frontony typu fr. entrecoupé (przerwany). W przerwie górnego frontonu znajduje się herb Pobóg Koniecpolskich; natomiast w dolnym frontonie herby Krzywda Wacława Rzewuskiego i  Drużyna jego żony  Anny ks. Lubomirskiej z Lubomierza. 

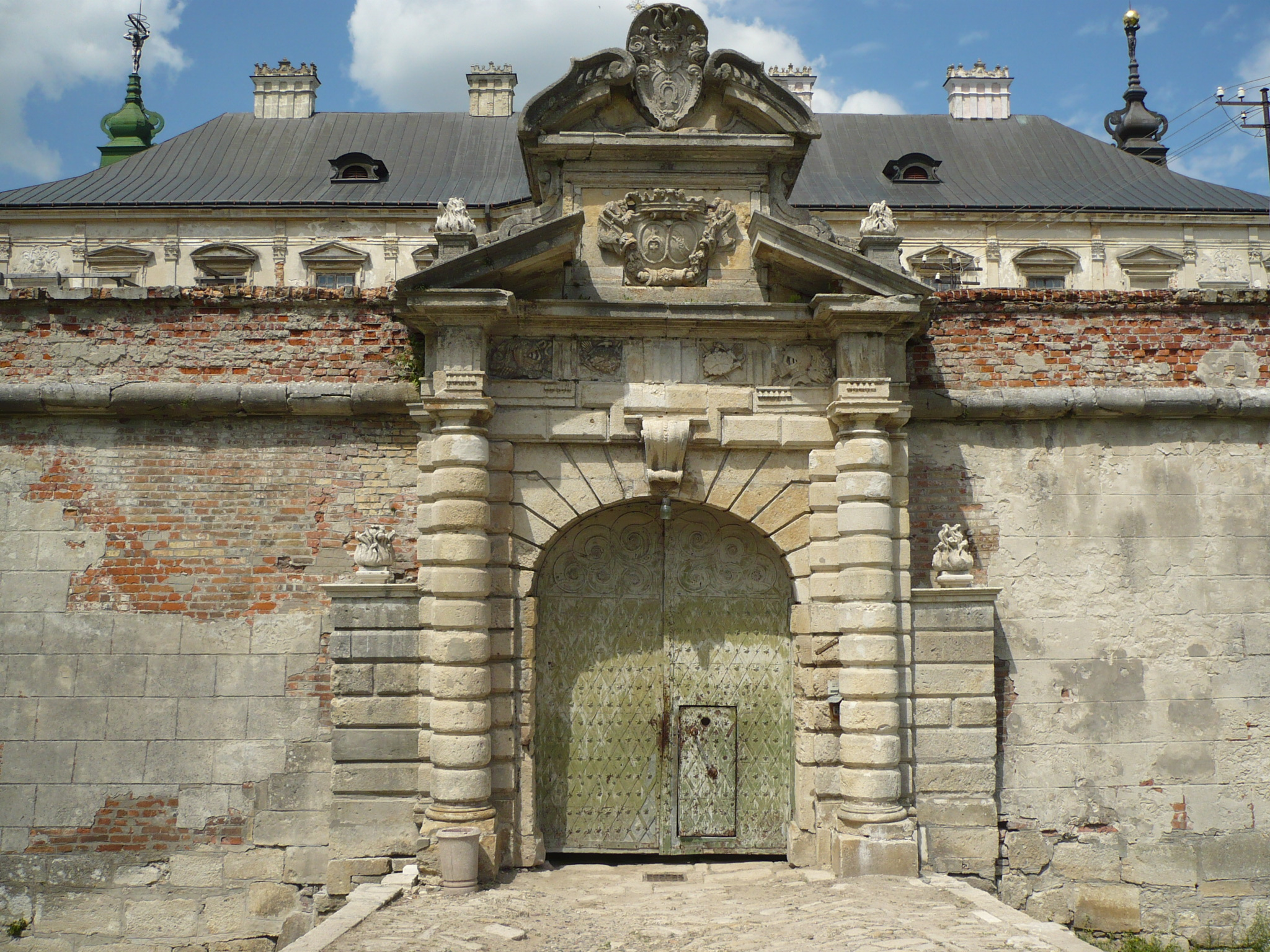
Brama z herbami
Szczyt. Herb Pobóg Koniecpolskich
Herb Krzywda W. Rzewuskiego (L)
Herb Drużyna Anny Lubomirskiej (P)

Nad bramą wjazdową znajdowała się marmurowa tablica z sentencją w j. łac. Sudoris Martii victoris, Victoriae Triumphus, Triumphi proemium Quies (Owocem walki jest zwycięstwo, zwycięstwo prowadzi do chwały, chwała to zasłużony odpoczynek). Po bokach bramy znajdują się sklepione kazamaty przeznaczone na magazyny oraz mieszkania dla służby i załogi zamku. Kazamaty przykrywa taras. Północny blok kwadratu (zwrócony w stronę bramy) oraz część przyległych bastionów zajmuje dwupiętrowy, prostokątny gmach w stylu renesansowym połączony z dwoma pawilonami na planie kwadratu. Przed zamkiem oraz na tarasie od strony północnej umieszczono armaty spiżowe i żelazne. Ozdobą zamku był też ogród w stylu włoskim z grotami, posągami, wodotryskami i alejami lipowymi.
Owocem walki jest zwycięstwo, zwycięstwo to triumf, triumf to odpoczynek.”

## Wnętrze
W czasach świetności zamku, za wejściem przez loggię z tarasu znajdował się pierwszy szereg bogato zdobionych sal oraz pokój warty. Za nim mieściła się sala rycerska wyposażona w 8 okien oraz wypełniona rynsztunkiem husarskim i liczną bronią. W jej sąsiedztwie znajdowała się sala karmazynowa oraz pokój chiński, sala złota i zwierciadlana, pokój mozaikowy i sala żółta, sala zielona (w której zgromadzono 106 obrazów Szymona Czechowicza) oraz kaplica. Ściany wszystkich sal pokrywały artystyczne boazerie, stiuki (wykonane przez Falconiego), malowidła, sztukaterie, adamaszki, lustra weneckie oraz rzeźbione ramy obrazów o tematyce historycznej (pędzla van der Baana) i mitologicznej. Na sufitach umieszczono plafony, sławiące zasługi Koniecpolskiego. Posadzki sal wykonano z marmuru oraz jego imitacji. W salach znajdowały się marmurowe kominki, piece z kafli gdańskich, ozdobne pająki i świeczniki. Stylowe meble, kolekcje dzieł sztuki i pamiątek rodzinnych dodawały wnętrzom wyjątkowego splendoru. Trofea z bitew z Turkami i Tatarami, głównie kobierce i namioty wschodnie zgromadzono na parterze, w komnatach prywatnych właścicieli. Na tej kondygnacji mieściła się też cenna biblioteka i archiwum Koniecpolskich i Rzewuskich. Przechowywano tu m.in. dokumenty i listy hetmana Iwana Mazepy. Pięknem zamku zachwycał się m.in. król Władysław IV Waza, przebywając w nim w 1646 razem z żoną, Marią Ludwiką.

## Historia
- Zamek wybudowano w latach 1634–1640[6], na zlecenie Stanisława Koniecpolskiego dla uciech i smacznego odpoczynku po wojskowych trudach i Rzeczypospolitej zabawach[7] (jak informował właściciel w memoriałach). Uważa się, że zamek zaprojektował Andrzej del Aqua, którego dziełem była twierdza w Brodach lub architekt królewski Constantino Tencalla[6].
- W 1648 zamek zaatakowali Kozacy: zniszczono tylko dolne tarasy ogrodu, zamek nie został zdobyty. W 1651 zamek powtórnie odparł najazd kozacki.

- Syn hetmana, Aleksander, rozbudował zamek i naprawił szkody, jakich budynek doznał w wyniku oblężeń.
- Zamek nie doznał poważniejszych zniszczeń w czasach najazdów tatarskich i wojen z Turkami.
- W 1682 Stanisław Koniecpolski (wnuk hetmana), będąc w podeszłym wieku i nie mając potomków, przekazał Podhorce wraz z zamkiem Jakubowi Sobieskiemu[8]. W 1687 Jakub Sobieski (wracając z wyprawy pod Kamieniec) przebywał w zamku i w tym samym roku gościł w nim rodziców. Dworzanin Jana III Sobieskiego, Daleyrac, pozostawił ciekawy opis ówczesnego zamku.
- Po śmierci Jana III Sobieskiego Podhorce wraz z Oleskiem odziedziczył Konstanty Sobieski. W 1718 sprzedał część majątku. Nowym właścicielem został Stanisław Mateusz Rzewuski, hetman wielki koronny[8]. Po jego śmierci w 1728 Podhorce odziedziczył Wacław Rzewuski. W roku 1754 Rzewuski został też właścicielem Oleska. Od 1751 zamek w Podhorcach był już stałą siedzibą Wacława, który mieszkał w nim ponad 30 lat. W tym czasie pojął za żonę ks. Annę Lubomirską, z którą miał kilkoro dzieci. W czasie pobytu w Podhorcach ochraniał Podole przed najazdem hajdamaków i przeprowadzał renowację zamku. Dobudował m.in. drugie piętro i zlecił budowę kościoła. W wolnych chwilach pisał wiersze i rozprawy polityczne. W zamku urządził scenę teatralną, założył laboratorium alchemiczne i drukarnię. Dworska grupa teatralna wystawiała pisane przez niego tragedie i komedie. W 1767 wyjechał na sejm[8]. Nie powrócił już do swojej własności. Został aresztowany i wywieziony wraz z synem i senatorami do Kaługi[8], gdzie przebywał ponad 5 lat. W tym czasie Podhorce przeszły już w ręce Austriaków. Wacław Rzewuski zamieszkał we wsi Siedliszcze, w ziemi chełmskiej.
- Po 1779 ówczesny rządca kilkakrotnie wystawił zasoby zamku na licytację. Sprzedano mnóstwo bezcennych przedmiotów, w tym buławę hetmańską i miedziane pokrycia dachów. Część kolekcji uratował Leon Rzewuski. Nie mając potomków, w 1865 r. sprzedał zamek ks. Eustachemu Sanguszce[8] (według innych danych, w 1865 Władysław Hieronim Sanguszko nabył od Leona Rzewuskiego klucz Podhorce[9], który w 1867 przejął jego syn Eustachy[10]), który udostępnił zamek dla zwiedzających.
- W czasie I wojny światowej o zamek dbał burgrabia, M. Grabikowski. Armia rosyjska oszczędziła korpus zamku, lecz wywiozła w głąb Rosji najcenniejsze przedmioty. W sierpniu 1915 r. w zamku ulokowano komendę V korpusu austriacko-węgierskiego. Zamek znalazł się tym samym na linii frontu i groziło mu zniszczenie przez artylerię rosyjską. Z rozkazu gen. Aleksieja Brusiłowa zamek oszczędzono; został jednak ponownie ograbiony. Część cennych przedmiotów udało się wywieźć do Gumnisk. Żołnierze zdewastowali zamkowe wnętrza. Niszczono boazerię, ściany, posadzki i stropy.
- W czasie wojny polsko-radzieckiej (1918–1920) pałac ucierpiał ponownie[8].
- Po wybuchu II wojny światowej książę Roman Władysław Sanguszko ewakuował część zbiorów z zamku w Podhorcach i Gumnisk. Konwój zdołał się przedostać do Rumunii, a zbiory dotarły aż do São Paulo w Brazylii. Z części zbiorów podhoreckich powstała fundacja kulturalna[8] port. Sociedade Sanguszko de Beneficência, która istnieje do dzisiaj. Po zajęciu dawnego woj. tarnopolskiego przez ZSRR, w zamku urządzono szpital gruźliczy.
- W 1956 r. zamek spłonął.
- W latach 1973–1974 tu realizowano sceny filmu Potop odbywające się na zamku Radziwiłłów w Kiejdanach[a][11].
- W 1997 przejęła go Lwowska Galeria Obrazów.
- W 2008 roku pałac znalazł się na nowojorskiej liście World Monuments Watch jako jeden ze stu cennych zabytków na świecie zagrożonych zniszczeniem[12].
- Wrzesień 2016 – poseł ludowy Iryna Podolak na swojej stronie Facebook opublikowała dokumenty stwierdzające, że zamek w Podhorcach potajemnie przygotowuje się do koncesji, popieranej przez szefa Lwowskiej OAP Ołeha Syniutkę, pomimo braku ustępstw w koncesji zamków w Starym Siole i Świrzu[13].